# 皮利邦格阿
皮利邦格阿（Pilibanga），是印度拉贾斯坦邦Hanumangarh县的一个城镇。总人口33607（2001年）。

## 人口
该地2001年总人口33607人，其中男性17896人，女性15711人；0—6岁人口5209人，其中男2808人，女2401人；识字率57.60%，其中男性为65.77%，女性为48.30%。